# Corey Reynolds
Corey Reynolds (Richmond, 3 luglio 1974) è un attore statunitense.
È noto per la sua interpretazione di Seaweed nel musical Hairspray, adattamento teatrale dell'omonimo film del 1988, e per il suo ruolo nella serie televisiva della TNT The Closer.

## Carriera
Reynolds nasce in Virginia, a Richmond, che lascia nel 1996 per intraprendere la sua carriera come attore, giungendo infine in California dove ottiene una parte prima nello spettacolo di rivista Smokey Joe's Cafe e quindi nel tour dell'adattamento teatrale de La febbre del sabato sera. Si sposta quindi a New York, dove partecipa ai provini di vari spettacoli. Viene scritturato nel cast originale di Hairspray, ma ottiene il ruolo di Seaweed soltanto dopo tre letture del copione. Per questa interpretazione, ottiene le candidature per un Tony Award e per un Drama Desk Award, entrambi per "Miglior attore non protagonista in un musical". 
È quindi guest star in Senza traccia e The Guardian, prima del suo ingresso nel cast di The Closer, nella parte del sergente David Gabriel. Per l'interpretazione del personaggio, Reynolds si è basato sulle sue esperienze lavorative nel settore della sicurezza precedenti alla sua carriera come attore. 
È anche apparso nel film del 2004 The Terminal.

## Filmografia

### Cinema
- The Terminal, regia di Steven Spielberg (2004)
- Partner(s) - Romantiche bugie (Partner(s)), regia di Dave Diamond (2005)
- Selma - La strada per la libertà (Selma), regia di Ava DuVernay (2014)
- Straight Outta Compton, regia di F. Gary Gray (2015)
- The Meddler - Un'inguaribile ottimista (The Meddler), regia di Lorene Scafaria (2015)

### Televisione
- Eve – serie TV, 1 episodio (2003)
- The Guardian – serie TV, 2 episodi (2003)
- Senza traccia (Without a Trace) – serie TV, 1 episodio (2005)
- The Closer – serie TV, 109 episodi (2005-2012)
- CSI: Miami – serie TV, 1 episodio (2007)
- Private Practice – serie TV, 1 episodio (2007)
- NCIS - Unità anticrimine (NCIS) – serie TV, episodio 7x10 (2009)
- Delirium, regia di Rodrigo García – film TV (2014)
- Castle – serie TV, episodio 8x06 (2015)
- Getting On – serie TV, 3 episodi (2015)
- Come sopravvivere alla vita dopo la laurea (Cooper Barrett's Guide to Surviving Life) – serie TV, 1 episodio (2016)
- Murder in the First – serie TV, 10 episodi (2016)
- Masters of Sex – serie TV, 2 episodi (2016)
- NCIS: Los Angeles – serie TV, 2 episodi (2017)
- Chicago P.D. – serie TV, 1 episodio (2017)
- SEAL Team – serie TV, 1 episodio (2017)
- Criminal Minds – serie TV, 2 episodi (2017-2018)
- The Red Line – serie TV, 3 episodi (2019)
- All American – serie TV, 5 episodi (2019-2020)
- Resident Alien – serie TV, 44 episodi (2021–2025)

## Doppiatori italiani
Nelle versioni in italiano delle opere in cui ha recitato, Corey Reynolds è stato doppiato da:
- Massimo Bitossi in The Closer, Private Practice, Castle
- Roberto Certomà in The Terminal
- Tony Sansone in NCIS - Unità anticrimine
- Alberto Angrisano in Selma - La strada per la libertà
- Simone D'Andrea in Straight Outta Compton
- Riccardo Rossi in Criminal Minds (ep. 13x07)
- Fabrizio Russotto in Criminal Minds (ep. 14x06)
- Andrea Lavagnino in NCIS: Los Angeles
- Francesco Pezzulli in Resident Alien